# Línia A2 de l'Aerobús de Barcelona
La línia A2 és una línia d'autobús llançadora i interurbà que pertany a la xarxa d'Aerobús de Barcelona i que connecta de manera directa el centre de la ciutat comtal amb la Terminal 2 de l'Aeroport de Barcelona - el Prat.
L'any 2015 la línia A2 va transportar 1.75 milions de persones dels prop de 40 milions de passatgers que van passar per l'aeroport aquell any. Aquest elevat volum d'afluència va comportar que l'Àrea Metropolitana de Barcelona licités un nou concurs per al 2017, any de finalització de la concessió a l'empresa operadora SMGT perquè l'horari del mateix es prorrogués les 24 hores.

## Trajecte
| Parades Línia A2                   |                                     |
| A: Terminal T2                     | A: Plaça Catalunya                  |
| Barcelona (Plaça de Catalunya)     | El Prat de Llobregat (Aeroport T2)  |
| Barcelona (Sepúlveda - Urgell)     | Barcelona (Plaça d'Espanya)         |
| Barcelona (Plaça d'Espanya)        | Barcelona (Gran Via - Urgell)       |
| El Prat de Llobregat (Aeroport T2) | Barcelona (Plaça de la Universitat) |
|                                    | Barcelona (Plaça de Catalunya)      |

## Horaris
| A2            | Primer servei  | Primer servei      | Darrer servei  | Darrer servei      |
| A2            | A: Terminal T2 | A: Plaça Catalunya | A: Terminal T2 | A: Plaça Catalunya |
| Tots els dies | 05:00          | 05:35              | 00:30          | 01:00              |